# Vaejovis prendinii
Espèce
Vaejovis prendinii est une espèce de scorpions de la famille des Vaejovidae.

## Distribution
Cette espèce est endémique d'Oaxaca au Mexique. Elle se rencontre vers Ixtlán de Juárez et San Juan Atepec entre 1 327 et 1 849 m d'altitude.

## Description
Le mâle holotype mesure 30,4 mm et la femelle paratype 32,5 mm.

## Étymologie
Cette espèce est nommée en l'honneur de Lorenzo Prendini.

## Publication originale
- Santibáñez López & Francke, 2010 : « New and poorly known species of the mexicanus group of the genus Vaejovis (Scorpiones: Vaejovidae) from Oaxaca, Mexico. » The Journal of Arachnology, vol. 38, no 3, p. 555-571 (texte intégral).